# قرار مجلس الأمن التابع للأمم المتحدة رقم 1874
قرار مجلس الأمن التابع للأمم المتحدة رقم 1874 المتخذ بالإجماع في 12 يونيو 2009. يفرض القرار، الذي تم تمريره بموجب الفصل السابع، المادة 41، من ميثاق الأمم المتحدة، مزيدًا من العقوبات الاقتصادية والتجارية على جمهورية كوريا الديمقراطية الشعبية، ويشجع الدول الأعضاء في الأمم المتحدة على تفتيش البضائع الكورية الشمالية، في أعقاب تجربة نووية تحت الأرض أجريت في 25 مايو 2009.

## أحكام
تشمل أحكام القرار ما يلي:
- السماح للدول الأعضاء بالتفتيش، «وفقًا لسلطاتها وتشريعاتها الوطنية، وبما يتفق مع القانون الدولي»، على البضائع الكورية الشمالية البرية والبحرية والجوية، وتدمير أي بضائع يشتبه في ارتباطها بالبرنامج النووي لكوريا الديمقراطية.[2]
- مطالبة حكومة كوريا الشمالية بالعودة الفورية للمحادثات السداسية والتخلي عن إعلانها الانسحاب من معاهدة عدم انتشار الأسلحة النووية.[3]
- منع الخدمات المالية التي يمكن أن تسهم في البرامج النووية أو المتعلقة بالصواريخ البالستية. [4]
- توجيه الدول الأعضاء بعدم تقديم مساعدات مالية للبرنامج النووي لجمهورية كوريا الديمقراطية الشعبية أو الدخول في قروض مع الدولة، إلا لأسباب إنسانية أو تنموية
- تمديد حظر الأسلحة المفروض على كوريا الشمالية من خلال حظر جميع صادرات الأسلحة من البلاد ومعظم الواردات، باستثناء الأسلحة الصغيرة والأسلحة الخفيفة والمواد ذات الصلة - على الرغم من أنه يجب على الدول الأعضاء إخطار مجلس الأمن قبل خمسة أيام من بيع الأسلحة.[5][6]
- مطالبة كوريا الشمالية بوقف برنامج أسلحتها النووية وعدم إجراء المزيد من التجارب النووية أو الصاروخية.
- مطالبة الدول الأعضاء بإخطار المجلس بالخطوات التي تتخذها لتنفيذ العقوبات في غضون 45 يومًا.[7]
- تأكيد التزام مجلس الأمن بإيجاد حل دبلوماسي سلمي للوضع.

## تبني
وباتخاذ القرار بالإجماع، أدان المجلس التجربة النووية التي كانت «انتهاكًا وتجاهلًا صارخًا» لقراري المجلس السابقين 1695 و1718. القرار الآن ملزم بموجب القانون الدولي.

### أعضاء مجلس الأمن الدائمين
- الصين: قال السفير تشانغ يسوي إن الصين صوتت لصالح القرار لأن تصرفات كوريا الشمالية كانت «تتجاهل الهدف المشترك للمجتمع الدولي». لكنه شدد على ضرورة استخدام الوسائل الدبلوماسية بدلا من مجرد فرض عقوبات، ولا ينبغي للقرار «أن يؤثر سلبا على تنمية البلاد أو المساعدة الإنسانية لها».[8] كما حث على عدم استخدام القوة عند تفتيش البضائع الكورية الشمالية.[9]
- فرنسا: أشار السفير جان موريس ريبير إلى أن كوريا الديمقراطية «منخرطة في برنامج نووي سري» مما زاد من تهديدها. وقال إن البلاد زادت التوترات في المنطقة من خلال إطلاق الصواريخ، ورد مجلس الأمن على ذلك بفرض عقوبات صارمة على النظام، رغم أنه ذكر أن المجلس قلق على السكان.
- روسيا: قال الممثل الدائم فيتالي تشوركين إن الإجراءات التي تم تبنيها كانت «جوهرية وهادفة بطبيعتها» و«مرتبطة بوضوح بإنهاء برنامج كوريا الديمقراطية لإنتاج صواريخ نووية».[10] وأصر على أن العقوبات لا تستهدف الشعب الكوري الشمالي، وهي قضية رئيسية مع وفده. كما أصر على رفع أي عقوبات بمجرد تعاون كوريا الشمالية.
- المملكة المتحدة: قال نائب السفير فيليب بارهام إن تبني القرار يظهر أن «المجتمع الدولي متحد في إدانة أنشطة الانتشار النووي لكوريا الشمالية.».[3]
- الولايات المتحدة: قالت المبعوثة روزماري ديكارلو إن القرار نص على «عقوبات أقوى بشكل ملحوظ» ضد بيونغ يانغ لإقناعها بالتخلي عن برنامج أسلحتها النووية. وأعقبت ذلك سفيرة الولايات المتحدة لدى الأمم المتحدة سوزان رايس التي زعمت أن القرار «غير مسبوق» وله «أسنان ستعض».[11] وكان القرار بمثابة «رد دولي قوي وموحد» على تجربة السلاح النووي.

### أعضاء مجلس الأمن المنتخبين
- النمسا: قال السفير توماس ماير هارتنج إن القرار كان رد «واضح ومناسب ولا لبس فيه» على تصرفات كوريا الشمالية. ودعا البلاد إلى الانضمام إلى معاهدة الحظر الشامل للتجارب النووية.[8]
- بوركينا فاسو: أيد نائب المندوب بول روبرت تيندريبوغو القرار الذي يؤكد تطلع بلاده إلى عالم خال من الأسلحة النووية والحق في الاستخدام السلمي للطاقة النووية. ودعا كوريا الشمالية إلى التعاون مع الوكالة الدولية للطاقة الذرية والمحادثات السداسية ومؤسسات أخرى، مشددا على أن البلاد يجب أن «تختار الحوار».
- كرواتيا: ذكر باسادور رانكو فيلوفيتش أن العقوبات لم تستهدف سكان كوريا الشمالية، لكنه دعا كوريا الشمالية للانضمام إلى معاهدة الحظر الشامل للتجارب النووية والمحادثات السداسية.
- كوستاريكا: كرر الممثل الدائم خورخي أوربينا آراء باقي أعضاء المجلس، وحث البلاد على العودة إلى أنظمة الحوار الدولية.
- اليابان: رحب المندوب الدائم يوكيو تاكاسو بالقرار، واصفا تصرفات كوريا الديمقراطية بأنها «عمل غير مسؤول» يشكل تهديدا لبلاده. وأعرب عن أمله في أن يغير القرار الذي تم تبنيه تصرفات كوريا الشمالية. كما حث رئيس الوزراء الياباني تارو آسو كوريا الشمالية على التعامل مع القرار «بجدية».[12]
- ليبيا: قال المندوب الدائم عبد الرحمن محمد شلقم إن العالم لن ينعم بالأمن حتى يتم التخلص من جميع الأسلحة النووية. وقال إن المجتمع الدولي فشل في مكافأة ليبيا على وقف برنامجها النووي وأعرب عن أمله في أن تفرض عقوبات مماثلة على إسرائيل. كما قال شلقم إنه في حين أن بلاده لا تدعم عادة العقوبات التي تضر بالسكان، إلا أنها في هذه الحالة أفضل طريقة للمضي قدما في إيجاد حل للوضع..
- المكسيك: قال السفير كلود هيلر إن القرار كان «رسالة واضحة» مفادها أن تصرفات كوريا الشمالية غير مقبولة من المجتمع الدولي. وأشار إلى أن الإجراءات الأخيرة التي اتخذتها جمهورية كوريا الشعبية الديمقراطية تنتهك قرارات مجلس الأمن التي تقوض التطلعات إلى عالم خال من الأسلحة النووية، وحث كوريا الشمالية على وقف المزيد من التجارب النووية «بشكل كامل ودائم».
- تركيا: قال رئيس المجلس الحالي باكي إلكين إن الإجراءات الأخيرة التي قامت بها كوريا الشمالية قوضت الاستقرار والثقة المتبادلة والثقة في المنطقة، وهو ما أدانته الحكومة التركية بشدة. وحث البلاد على الانضمام إلى المحادثات السداسية، معتبرا إياها أفضل طريقة للمضي قدما لضمان نزع السلاح النووي في شبه الجزيرة الكورية.
- أوغندا: كرر المندوب الدائم روهاكانا روغوندا رأي المجلس، حيث «من المهم تحقيق عدم الانتشار في شبه الجزيرة الكورية».
- فيتنام: أيد النائب لي لونغ مينه إجماع المجلس، مؤكداً التزام بلاده بعدم الانتشار لكنه أشار إلى أن العقوبات لا ينبغي أن تؤثر سلباً على سكان كوريا الشمالية.

### أعضاء آخرون في الأمم المتحدة
- جمهورية كوريا: تمت دعوة كوريا الجنوبية للمشاركة خلال الدورة. وقال النائب بارك إن كوك إن التجربة النووية تنتهك قرارات مجلس الأمن و«تتحدى تحذيرات المجتمع الدولي» التي تهدد السلام والاستقرار في المنطقة، وبالتالي يتعين على جميع الدول الأعضاء ضمان تنفيذ العقوبات بشكل كامل. وقال إن حكومة كوريا الجنوبية حثت كوريا الشمالية بشدة على الانضمام إلى المحادثات السداسية والتخلي عن برامج الأسلحة النووية والصاروخية.[8]

## رد كوريا الشمالية
وقالت صحيفة رسمية إن البلاد ستعتبر أي عقوبات جديدة مفروضة على أنها "إعلان حرب". وردا على ذلك، قال بيان صادر عن وزارة الخارجية، نقلت هوكالة الأنباء المركزية الكورية، إن البلاد ستعمل على "تسليح كل البلوتونيوم" وأعادة معالجة أكثر من "ثلث قضبان الوقود النووي المستهلك لدينا". كما أعلنت أنها ستبدأ تخصيب اليورانيوم. واعتبر البيان أي محاولة للحصار بمثابة "عمل حربي يقابل برد عسكري حاسم" و"مواجهة" العقوبات بالانتقام و"المواجهة" بمواجهة شاملة "، متهماً القرار بأنه نتاج هجوم بقيادة الولايات المتحدة ضد البلاد. يتابع بيان وزارة الخارجية الكورية الشمالية:
زعم تعليق في صحيفة رودونج سينمون أن الولايات المتحدة لديها 1000 سلاح نووي في كوريا الجنوبية جاهزة لضرب كوريا الشمالية، مع تحذير تونغبيل سينمون من احتمال اندلاع حرب نووية في شبه الجزيرة الكورية. ووصف متحدث عسكري أمريكي المزاعم بأنها «لا أساس لها»، مضيفا أن الأسلحة أزيلت بموجب معاهدة عام 1991.
في 15 يونيو، نظمت حكومة كوريا الشمالية مظاهرة ضخمة قوامها 100 ألف شخص في ساحة كيم إيل سونغ في بيونغ يانغ ضد القرار 1874. وألقى أمين اللجنة المركزية لحزب العمال الكوري كيم كي نام باللوم على الولايات المتحدة في دفع العقوبات، مضيفًا أنها لن تضعف كوريا الديمقراطية.

## تطبيق

### العقوبات الاقتصادية والتجارية
قدر معهد هيونداي للبحوث الاقتصادية ومقره كوريا الجنوبية أنه إذا تم فرض العقوبات من قبل جميع الدول الأعضاء في الأمم المتحدة، فقد تخسر كوريا الشمالية ما بين 1.5 - 3.7 مليار دولار أمريكي،  بينما تشير التقديرات الأخرى إلى 4 مليارات دولار أمريكي. ومع ذلك، يشير تقرير خدمة أبحاث الكونغرس الأمريكي إلى أن هذا ممكن فقط إذا تم تطبيق العقوبات بقوة. تستهدف الولايات المتحدة وصول كوريا الشمالية إلى البنوك الأجنبية التي تستخدمها شركاتها التجارية. في 16 يوليو 2009، عينت لجنة عقوبات تابعة للأمم المتحدة لفرض عقوبات على ثلاث شركات تجارية كورية شمالية، وشركة مقرها إيران، ومكتب كوريا الشمالية العام للطاقة الذرية.
السلع الاستهلاكية الفاخرة، مثل الكحول وأجهزة الكمبيوتر والدراجات النارية واليخوت والأطعمة الفاخرة، للنخبة الكورية الشمالية، تم الحصول عليها بشكل أساسي من أوروبا والصين، حيث أبلغت الأخيرة عن ارتفاع الطلب من قبل كبار المسؤولين في كوريا الشمالية. تبلغ صادرات السلع الكمالية من قبل الصين على وجه الخصوص حوالي 100-160 مليون دولار أمريكي، مما تسبب في قلق الولايات المتحدة بشأن كيفية تنفيذ الصين للعقوبات.

### الشحن البحري
تم الاستيلاء على عدد من السفن الكورية الشمالية أو تفتيشها بموجب أحكام القرار 1874.
- حظيت السفينة كانغ نام 1 باهتمام دولي بعد أن كانت متوجهة إلى بورما عبر سنغافورة في يونيو 2009. وتعقبت الولايات المتحدة السفينة التي يشتبه في أنها تحمل أسلحة غير مشروعة وحذرت سنغافورة أيضا من أنها «ستتصرف بشكل مناسب» إذا رست السفينة في مينائها.[29][30] زعمت بورما أنها كانت تنقل الأرز إلى البلاد.[31] عكست السفينة مسارها لاحقًا دون تفسير وعادت إلى كوريا الشمالية.[32] قال مصدر حكومي كوري جنوبي لم يذكر اسمه إن الدفع مقابل الأسلحة من حكومة ميانمار كان سيتم عبر بنك لم يذكر اسمه في ماليزيا، ولكن ربما تم إيقافه بعد أن زار مبعوث أمريكي ماليزيا في 6 يوليو لمناقشة الوضع.[33]
- احتجزت الهند سفينة كورية شمالية «مشبوهة» قبالة جزر أندامان ونيكوبار في أوائل أغسطس 2009 بعد إطلاقها عدة طلقات تحذيرية في الهواء ومطاردة لمدة ست ساعات.[34] يُشتبه في أن السفينة مو سان تحمل شحنة نووية ودخلت المياه الهندية دون إذن.[35] اكتشف البحث في السفينة لاحقًا أنها كانت تحمل السكر، لكنها ستظل محجوزة بموجب القانون البحري الهندي.[36][37]
- في أواخر أغسطس 2009، أكد دبلوماسيون من الأمم المتحدة أن الإمارات العربية المتحدة استولت على سفينة كورية شمالية، ترفع علم جزر الباهاما، متجهة إلى إيران قبل عدة أسابيع. وتبين أنها كانت تحمل أسلحة بالمخالفة للقرار.[38]
- فتشت السلطات الكورية الجنوبية الحاويات التي شحنتها كوريا الشمالية على متن سفينة ترفع علم بنما في 22 سبتمبر 2009. تم اكتشاف الملابس الواقية في وقت لاحق.[39] ومع ذلك، قال مسؤول حكومي إن العناصر التي تم العثور عليها في الحاويات مملوكة لمجموعة أستراليا، على الرغم من أن حكومة كوريا الجنوبية رسميًا لم تؤكد ذلك أو تنفيه.[40]
- احتجزت الهند سفينة كورية شمالية ثانية متجهة إلى باكستان من كولومبو، سريلانكا، في أكتوبر 2009 بعد أن رست في المياه الإقليمية الهندية دون إذن. تم إطلاق سراح هيانغ رو لاحقًا بعد عدم العثور على أي شيء مريب.[41][42]
- اعترضت جنوب إفريقيا نقل أسلحة كورية شمالية عن طريق الصين متجهة إلى وسط إفريقيا في فبراير 2010.[43]
- في منتصف يوليو 2013، استولت بنما على سفينة ترفع علم كوريا الشمالية تحمل معدات عسكرية من كوبا إلى كوريا الشمالية عبر قناة بنما.[44]

### الشحن الجوي
القرار غامض حول كيفية تنفيذ العقوبات على الشحن الجوي الكوري الشمالي، على عكس البنود الخاصة بالشحن البحري. ومع ذلك، يُزعم أن كوريا الشمالية تستخدم الحركة الجوية أكثر من الحركة البحرية لنقل أو تبادل تكنولوجيا الأسلحة. يحدد تقرير خدمة أبحاث الكونغرس أن الطريق الجوي بين بيونغ يانغ وطهران كمسألة مثيرة للقلق، حيث أن معظم مبيعات الأسلحة التي تكسبها كوريا الشمالية والتي تبلغ 1.5 مليار دولار تأتي من إيران. بالإضافة إلى ذلك، يزعم التقرير أن الطريق الجوي يستخدم أيضًا لتبادل تكنولوجيا أسلحة الدمار الشامل والتعاون معها، بالإضافة إلى طريق لزيارات العلماء والفنيين والمسؤولين النوويين والمسؤولين عن المقذوفات. يمر معظم الطريق فوق الصين، وأجرى وفد أمريكي محادثات مع المسؤولين الصينيين حول كيفية تنفيذ القرار المتعلق بالطائرات التي تزود بالوقود بانتظام في المطارات الصينية،  لكن لم يبلغ عن الرد.
- في ديسمبر 2009، احتجزت الشرطة في تايلاند طائرة على متنها خمسة من أفراد الطاقم قادمة من كوريا الشمالية تحمل أسلحة إلى مكان مجهول. وبحسب ما ورد كانت الشحنة تتكون من «أجزاء» من أسلحة الحرب. وكان الانتربول متورطًا وفقًا لرئيس الوزراء أبهيسيت فيجاجيفا وطُلب من السفارات الأجنبية مزيدًا من المعلومات.[49] تم القبض على الرجال في وقت لاحق واكتشف فيما بعد أن الأسلحة كانت متجهة إلى إيران.[50]